# Igor Tikhomirov
Pour les articles homonymes, voir Tikhomirov.
Igor Tikhomirov est un escrimeur soviétique puis canadien né le 4 mai 1963 à Moscou.

## Carrière
Igor Tikhomirov fait partie de l'équipe soviétique d'épée médaillée de bronze aux Jeux olympiques d'été de 1988 à Séoul.
Il devient par la suite citoyen canadien et remporte une médaille de bronze aux Championnats du monde d'escrime 2006 à Turin. Il participe aussi aux Jeux olympiques d'été de 2008 à Pékin où il se classe quinzième de l'épreuve individuelle d'épée.